# Martin Kall
Martin Kall  (* 7. Januar 1961 in Bergisch Gladbach) ist ein deutscher Manager. Von April 2002 bis Ende 2012 war er Vorsitzender der Geschäftsleitung der Tamedia AG, eines börsennotierten Medienunternehmens in der Schweiz.

## Leben
Kall studierte Geschichte und Wirtschaftswissenschaften an der Universität Freiburg im Breisgau und an der London School of Economics and Political Science. 1987 schloss er als Diplom-Volkswirt ab. 1989 erwarb einen MBA an der Harvard Business School.
Anschließend arbeitete er zwischen 1989 und 1996  beim Bertelsmann-Konzern, zuletzt als Geschäftsführer der Bertelsmann Fachinformation GmbH in München. Ab Januar 1997 leitete Kall den Schweizer Verlag Ringier Europa und ab August 2000 auch den Bereich Ringier Zeitschriften, bis er 2002 seine Aufgabe als CEO und Nachfolger von Michel M. Favre bei Tamedia antrat. Anfang 2013 trat Kall als CEO der Tamedia zurück, um sich beruflich neu auszurichten. Im April 2013 wurde er in den Verwaltungsrat von Tamedia gewählt. Anfang Juni 2013 wählte ihn die Gesellschafterversammlung der Frankfurter Allgemeinen Zeitung (FAZ) in den Aufsichtsrat, und Ende Juli 2013 wurde Kall zum Vorsitzenden von Aufsichtsrat und Gesellschafterausschuss der in Funke Mediengruppe GmbH & Co. KGaA umfirmierten ehemaligen WAZ-Mediengruppe gewählt. 2018 legte Kall seine Aufsichtsratsmandate bei FAZ und Funke nieder.
Kall lebt mit Frau und Sohn in Zollikon.